# النار والمطر (أغنية)
النار والمطر (بالإنجليزية: Fire and Rain)‏ أغنية روك ريفية كتبها وأداها جيمس تايلور وصدرت في ألبومه الثاني «صغيرتي الحلوة جيمس Sweet Baby James» في فبراير 1970. كانت الأغنية رد فعل تايلور على انتحار صديقة طفولته سوزان شنير، وتجربته في إدمان المخدرات والشهرة.
صعدت الأغنية إلى المركز الثاني في كندا، والمركز الثالث في الولايات المتحدة.

## خلفية الأغنية
كتب تايلور هذه الأغنية في عام 1968 في ثلاث أوقات مختلفة. بدأها في لندن، حيث كان يقوم باختبار للتسجيل بشركة آبل المملوكة لفريق البيتلز، وعمل على الأغنية لاحقًا في مستشفى مانهاتن، ثم أنهاها أثناء وجوده في برنامج إعادة التأهيل من إدمان المخدرات في مركز أوستن ريجز في ماساتشوستس. أوضح تايلور في مقابلة مع مجلة رولينج ستون عام 1972: "المقطع الأول يدور حول ردود أفعالي على إنتحار صديقتي، والمقطع الثاني يتحدث عن وصولي إلى هذا البلد حاملاً قرد على ظهري، وكلماتي عن الرب القدير هو تعبير عن يأسي في محاولتي تجاوز الوقت الذي كان جسدي فيه يتألم والوقت الذي كان يجب أن أفعل فيه ذلك، والفقرة الثالثة تشير إلى تأهيلي في أوستن ريجز والتي استمرت حوالي خمسة أشهر.
تدور هذه الأغنية حول الصعود والهبوط في حياة تايلور. كان عمره 20 عامًا فقط عندما كتب الأغنية عام 1968، لكنه كان يكافح الاكتئاب وإدمان المخدرات.
تفاجأ تايلور بأن مثل هذه الأغنية الشخصية للغاية سوف تروق للمستمعين، لأنه كان يعتقد أن الناس غير مهتمين بحياته.

## استقبال الأغنية
صنفت شركة «بث الموسيقى» (منظمة حقوق الأداء الأمريكية) أغنية «النار والمطر» في المركز 82 على قائمة «أفضل 100 أغنية في القرن»، بينما صوت الناخبون على «الوقف الوطني للفنون وصناعة التسجيلات» (وكالة مستقلة تابعة للحكومة الفيدرالية للولايات المتحدة) لوضع أغنية «النار والمطر» في المركز 85.في قائمة أغاني القرن الأمريكية، التي تضم 365 أغنية ذات «أهمية تاريخية» مسجلة من عام 1900 إلى عام 2000، وفي أبريل 2011، تم اختيار الأغنية في المرتبة 227 على قائمة رولينج ستون لأعظم 500 أغنية في كل العصور.

## نسخ أخرى للأغنية
سجل نسخ مختلفة من أغنية «النار والمطر» 203 فنان، أشهرهم:
جون دنفر: على ألبوم «قصائد وصلوات ووعود Poems, Prayers and Promises» عام 1971.
مارسيا هاينز الأسترالية الأمريكية: على ألبوم «مارسيا تشرق Marcia Shines» عام 1975.
ويلي نيلسون: نسخته أصبحت نجاحاً في أمريكا وكندا عام 1976.
بوبي وماك: على ألبوم «اتصالات» عام 1971.
سجلها أيضاً من مشاهير الفنانين: فريق «بلود، سوت آند تيرز» - آندي ويليامز – شير – ريشي هافنس – لو رولز – الأيزلي برازرز – كليف ريتشارد – فريق النيو سيكرز – توني اورلاندو – إيمي ستيوارت – مورين ماكجفرن.
قامت كثير من فرق عزف الموسيقى بإنتاج نسخ للأغنية بتوزيعات مختلفة.

## كلمات الأغنية
بالأمس فقط أعلموني أنك رحلتً Just yesterday mornin' they let me know you were gone
سوزان الخطط التي وضعوها صنعت نهايتك Suzanne the plans they made put an end to you
خرجت هذا الصباح وكتبت هذه الأغنية I walked out this morning and I wrote down this song
أنا فقط لا أذكر لمن سأرسلها I just can't remember who to send it to
رأيت نارًا ورأيت مطرًا I've seen fire and I've seen rain
لقد رأيت أيامًا مشمسة اعتقدت أنها لن تنتهي أبدًا I've seen sunny days that I thought would never end
لقد رأيت أوقاتًا وحيدة لم أجد فيها صديقًا I've seen lonely times when I could not find a friend
لكنني اعتقدت دائمًا أنني سأراك مرة أخرى But I always thought that I'd see you again
ألا تنظر إلى ايها القدير Won't you look down upon me Jesus
عليك أن تساعدني في اتخاذ موقف You've got to help me make a stand
عليك فقط أن تنظرني في يوم آخر You've just got to see me through another day
جسدي يؤلمني وأيامي على المحك My body's aching and my time is at hand
لن أفعل ذلك بأي طريقة أخرى I won't make it any other way
رأيت نارًا ورأيت مطرًا I've seen fire and I've seen rain
كنت أبحث في عقلي عن العيش في سلام Been walking my mind to an easy time
أدرت ظهري للشمس My back turned towards the sun
يعلم الرب أنه عندما تهب الرياح الباردة Lord knows when the cold wind blows
تجعلنا نغير رأينا It’ll turn your head around
حسنًا، هناك ساعات من الوقت على خط الهاتف Well there's hours of time on the telephone line
للتحدث عن أيامنا القادمة To talk about things to come
أحلام سعيدة وآلات طيران مقطوعة على الأرض Sweet dreams and flying machines in pieces on the ground
رأيت حريقًا ورأيت مطرًا I've seen fire and I've seen rain
هناك فقط أشياء قليلة تأتي في طريقي هذه المرة الآن There's just a few things coming my way this time around now
اعتقدت أنني كنت أعتقد أنني سأراك Thought I'd see you thought I'd see you
النار والمطر الآن fire and rain now

## وصلات خارجية
https://www.youtube.com/watch?v=6w1_5CDrntM النار والمطر (أغنية)
https://www.youtube.com/watch?v=Ec0TCF9SRCk النار والمطر (أغنية)
https://www.songfacts.com/facts/james-taylor/fire-and-rain النار والمطر (أغنية)